# Handball-Regionalliga Süd 1995/96
Die Saison 1995/96 der Handball-Regionalliga  Süd war die sechsundzwanzigste Spielzeit, welche unter dem Dach des Süddeutschen Handballverbandes (SHV) organisiert wurde und nach der Bundesliga, und der 2. Bundesliga zu den dritthöchsten Spielklassen im deutschen Handball gehörte.

## Saisonverlauf
Süddeutscher Meister sowie Aufsteiger in die 2. Bundesliga wurde die HG Erlangen und Vizemeister ohne Aufstiegsrecht der TV 08 Willstätt.

### Modus
Vierzehn Mannschaften spielten in zwei Gruppen eine Hin- und Rückrunde um die süddeutsche Meisterschaft und den Aufstieg
 in die 2. Bundesliga. Die Plätze zwölf bis vierzehn waren die Absteiger in die Oberligen.

### Teilnehmer und Abschlussplatzierungen
Nicht mehr dabei waren der Aufsteiger und die Absteiger aus der Vorsaison. Neu dabei waren ein Absteiger (A) aus der 2. Bundesliga und drei Aufsteiger (N) aus den Oberligen Südbaden, Baden, Württemberg, Sachsen und der Bayernliga.

### Männer

Landkarte Regionalligen: Die blauen Felder umfassten den Bereich der Regionalliga Süd (SHV)

| Gruppe Nord/Ost  1. HG Erlangen - 2. HSC Bad Neustadt - 3. TSV 1861 Langenau - 4. TuS Fürstenfeldbruck - 5. Zwickauer HC Grubenlampe - 6. TSV 1846 Lohr (N) - 7. SG LVB Leipzig (N) - 8. BSV 1898 Bayreuth - 9. HSG Freiberg - 10 TV 1877 Lauf - 11 TSV Trudering  12 HSV Dresden  13 TSV Friedberg  SC Vöhringen | Gruppe Süd/West  1. TV 08 Willstätt - 2. Weilstetten - 3. TuS Durmersheim - 4. TV Kornwestheim - 5. TV Oppenweiler - 6. SG Köndringen/Teningen - 7. Grün-Weiß Hofweier - 8. TSV 1895 Oftersheim - 9. TSV Birkenau - 10 TSV Bad Saulgau - 11 HSG Konstanz (N)  12 HSG Singen/Gottmadingen  13 SG Heddesheim (N)  14 TSB Horkheim |

- Für die Regionalliga Süd 1996/97 qualifiziert

  Absteiger in die Oberligen

### Süddeutsche Meisterschaft
TV 08 Willstätt : HG Erlangen 22:18, 18:25

### Frauen
- Meister Regionalliga Süd (Staffel I) – DJK Augsburg-Hochzoll
- Meister Regionalliga Süd (Staffel II) – TSV Pyrbaum
- Aufstiegsspiele: 	DJK Augsburg-Hochzoll : TSV Pyrbaum 28:21, 27:21
- Der DJK Augsburg-Hochzoll wurde Süddeutscher Meister und hat sich für die 2. Bundesliga 1996/97 der Frauen qualifiziert.